# Бела Рада
Бѐла Ра̀да е село в Северозападна България.
То е част от община Видин, област Видин. Намира се западно от град Видин. Настоящ кмет Красимира Стефанова,втори мандат

## Население
Преброяване на населението през 2011 г.
Численост и дял на етническите групи според преброяването на населението през 2011 г.:
|                     | Численост | Дял (в %) |
| Общо                | 585       | 100,00    |
| Българи             | 572       | 97,77     |
| Турци               | 0         | 0,00      |
| Цигани              | 0         | 0,00      |
| Други               | 0         | 0,00      |
| Не се самоопределят | 0         | 0,00      |
| Неотговорили        | 12        | 2,05      |

## Религии
В селото се нахожда християнският параклис „Свети Великомъченик Прокопий“, осветен на 8 юли 2007 г. Храмът е разположен в стария черковен двор на селото и е с площ 35 m2.